# Yuka Kashino
Yuka Kashino (樫野 有香 Kashino Yuka?), även känd under artistnamnet Kashiyuka, född 23 december 1988 i Hiroshima, är en japansk sångerska och dansare.

## Karriär
Yuka Kashino har varit medlem i den japanska tjejgruppen Perfume tillsammans med Ayano Ōmoto och Ayaka Nishiwaki sedan gruppen debuterade år 2000.

## Diskografi

### Studioalbum
- Game (2008)
- Triangle (2009)
- JPN (2011)
- LEVEL3 (2013)
- Cosmic Explorer (2016)